# Louise DeKoven Bowen
Louise DeKoven Bowen (ur. 26 lutego 1859 w Chicago, Illinois, USA, zm. 9 listopada 1953 tamże) – amerykańska sufrażystka i filantropka.

## Życiorys
Urodziła się w Chicago w rodzinie bankiera Johna deKovena i Helen Hadduck. W 1875 ukończyła Dearborn Seminary. Po ukończeniu szkoły poprosiła swojego pastora o wskazanie odpowiedniej dla niej pracy społecznej. Zaproponował jej prowadzenie szkółki niedzielnej dla chłopców, której to pracy nikt z parafian nie chciał się podjąć. Prowadziła ją przez 11 lat do czasu założenia rodziny.
W 1886 wyszła za mąż za przedsiębiorcę i bankiera Josepha Tiltona Bowena, z którym miała czworo dzieci: Helen Hadduck, Johna, Josepha i Luise urodzonych w latach 1886-1892. Ich dom przy ulicy Astor był popularnym miejscem spotkań towarzyskich i politycznych. Jane Addams zaprosiła ją do współpracy w towarzystwie filantropijnym Hull House. Została członkiem klubu kobiet, a od 1986 skarbniczką towarzystwa. Ofiarowała na jego potrzeby ponad 500 000 dolarów, a po śmierci męża w 1911 72 akry (ok. 29 hektarów) ziemi w Waukegan na potrzeby letnich obozów dla podopiecznych obecnie znany jako Bowen Club.
Jako długoletnia członkini Kościoła Episkopalnego w Stanach Zjednoczonych była niezadowolona z ograniczeń roli kobiet w kościele.
Była działaczką ruchu sufrażystek i audytorką National American Woman Suffrage Association.
W trakcie I wojny światowej była jedyną kobietą, która została członkiem Rady Obrony Illinois